# Continentaal plat

Overzicht van de overgang tussen continent en oceaan

Een continentaal plat (continental shelf) is het gedeelte van een continent dat onder water staat. Zo maken de Noordzee en de Oostzee in hun geheel deel uit van het continentaal plat van Europa.
Een continentaal plat is een deel van de continentale marge, de overgang tussen een continent en de abyssale vlakte van de oceaan. Het punt waarop de zeebodem opeens steiler naar beneden gaat is de grens van het continentale plat en wordt de continentale helling genoemd. Het plat omringt alle continenten op Aarde maar verschilt in breedte van plaats tot plaats. Het gemiddelde is 75 kilometer maar het kan uitlopen tot 1500 kilometer. Zo is het plat rond de Euraziatische plaat erg breed maar rond delen van het werelddeel Amerika en Afrika smal.
Een continentaal eiland is een eiland in een continentaal plat.

## Juridische afbakening
Behalve de geologische beschrijving wordt er in het internationaal recht ook een definitie van het continentaal plateau gegeven. Zowel het Verdrag inzake het continentale plateau van 28 april 1958 als het VN-Zeerechtverdrag van 1982 bevatten een definitie van het continentaal plateau. Deze definities betreffen de juridische afbakening van deze maritieme zone. In artikel 6 van het Verdrag inzake het continentale plateau wordt gesteld dat de grenzen hiervan worden vastgesteld door een overeenkomst tussen de betrokken landen. Bij afwezigheid van een overeenkomst en als er geen bijzondere omstandigheden zijn om een andere grens te trekken, geldt het equidistantiebeginsel.

### Nederland
Het Nederlandse Continentaal Plat is gelijk aan de Nederlandse Exclusieve Economische Zone.

### België
Het continentale plat van België is afgebakend bij wet van 13 juli 1969. Deze wet is aangepast om uitvoering te geven aan drie verdragen:
- De aangrenzende kust met Frankrijk werd geregeld op basis van geodetische coördinaten.[2]
- De overliggende kust met het Verenigd Koninkrijk werd ook op basis van geodetische coördinaten geregeld.[3]
- De aangrenzende kust met Nederland werd geregeld op basis van loxodromen.[4]

Het Belgisch continentale plat valt qua oppervlakte samen met de Belgische Exclusieve Economische Zone, waarbij in deze laatste de aansluitende zone is inbegrepen. Het beslaat 2.017 km² van het Belgische deel van 3.454 km² van de Noordzee. Het verschil tussen deze twee wordt ingenomen door de territoriale wateren.